# 1144

## Починали
- Йелу Даши, гур хан на Кара Китай
- 8 март – Целестин II, римски папа